# Lionello I Pio di Savoia
Lionello I Pio di Savoia (Carpi, 1440 circa – Carpi, 8 settembre 1477) è stato un condottiero italiano, dal 1463 consignore del feudo di Carpi.

## Biografia
Era figlio di Alberto II, consignore di Carpi, e di Camilla Contrari di Ferrara. Intraprese giovanissimo la carriera della armi e nel 1467 fu al servizio di Bartolomeo Colleoni contro i Medici. 
Alla morte del padre nel 1463, era divenuto consignore di Carpi, congiuntamente con lo zio Galasso II e con i cugini Marco II e Ludovico. Morto quest'ultimo nel 1464 e lo zio l'anno successivo, i superstiti Lionello e Marco dovettero associare al governo gli otto figli di Galasso determinando così una situazione di impraticabile sovraffollamento al vertice della signoria. Essa fu risolta nel 1469, perché i galassini furono accusati di aver tramato una congiura contro il duca di Ferrara Borso d'Este, due di essi furono giustiziati e tutti esclusi dai diritti sovrani su Carpi. 
Ammaestrati dall'esperienza Lionello e Marco ottennero, nel 1470, dall'imperatore Federico III, un decreto con il quale si introduceva nella signoria l'istituto della primogenitura.
Nel 1471 stipulò con Borso d'Este, marchese di Ferrara, alcuni accordi di dipendenza con la famiglia d'Este.
Morì l'8 settembre 1477, lasciando alle cure della madre e del cugino un erede di due anni e un secondo figlio neonato.

## Discendenza
Sposò nel 1473 Caterina Pico, figlia di Gian Francesco I Pico della Mirandola ed ebbero tre figli:
- Caterina (c. 1474-dopo il 1531)[3], monaca col nome di suor Angela Gabriella nel monastero di Santa Paola a Mantova
- Alberto (1475-1531), suo successore.
- Lionello (1477-1571);

Ebbe anche due figli naturali: 
- Angelo;
- Teodoro, investito vescovo di Monopoli il 9 aprile 1513 (?-1546[4])

## Ascendenza
|                                                  |                                                   |                                 | Genitori            |  |  | Nonni |  |  | Bisnonni                           |  |  | Trisnonni     |  |
|                                                  |                                                   |                                 |                     |  |  |       |  |  | Giberto I Pio, IV signore di Carpi |  |  | Galasso I Pio |  |
|                                                  |                                                   |                                 |                     |  |  |       |  |  | Giberto I Pio, IV signore di Carpi |  |  | Galasso I Pio |  |
|                                                  |                                                   | Beatrice da Correggio           |                     |  |  |       |  |  | Giberto I Pio, IV signore di Carpi |  |  |               |  |
| Marco I Pio, V signore di Carpi                  |                                                   |                                 |                     |  |  |       |  |  | Giberto I Pio, IV signore di Carpi |  |  |               |  |
|                                                  |                                                   | Bianca Casati                   | …                   |  |  |       |  |  |                                    |  |  |               |  |
|                                                  |                                                   | Bianca Casati                   | …                   |  |  |       |  |  |                                    |  |  |               |  |
|                                                  |                                                   | Bianca Casati                   | …                   |  |  |       |  |  |                                    |  |  |               |  |
| Alberto II Pio di Savoia, signore di Carpi       |                                                   | Bianca Casati                   |                     |  |  |       |  |  |                                    |  |  |               |  |
|                                                  |                                                   | Cabrino de’ Roberti             | …                   |  |  |       |  |  |                                    |  |  |               |  |
|                                                  |                                                   | Cabrino de’ Roberti             | …                   |  |  |       |  |  |                                    |  |  |               |  |
|                                                  |                                                   | Cabrino de’ Roberti             | …                   |  |  |       |  |  |                                    |  |  |               |  |
| Taddea de' Roberti                               |                                                   | Cabrino de’ Roberti             |                     |  |  |       |  |  |                                    |  |  |               |  |
|                                                  |                                                   | Margherita del Sale             | …                   |  |  |       |  |  |                                    |  |  |               |  |
|                                                  |                                                   | Margherita del Sale             | …                   |  |  |       |  |  |                                    |  |  |               |  |
|                                                  |                                                   | Margherita del Sale             | …                   |  |  |       |  |  |                                    |  |  |               |  |
| Lionello I Pio di Savoia                         |                                                   | Margherita del Sale             |                     |  |  |       |  |  |                                    |  |  |               |  |
|                                                  | Lazzarino II del Carretto, VII marchese di Finale | …                               |                     |  |  |       |  |  |                                    |  |  |               |  |
|                                                  | Lazzarino II del Carretto, VII marchese di Finale | …                               |                     |  |  |       |  |  |                                    |  |  |               |  |
|                                                  | Lazzarino II del Carretto, VII marchese di Finale | …                               |                     |  |  |       |  |  |                                    |  |  |               |  |
| Galeotto I del Carretto, VIII marchese di Finale | Lazzarino II del Carretto, VII marchese di Finale |                                 |                     |  |  |       |  |  |                                    |  |  |               |  |
|                                                  |                                                   | Caterina del Carretto           | …                   |  |  |       |  |  |                                    |  |  |               |  |
|                                                  |                                                   | Caterina del Carretto           | …                   |  |  |       |  |  |                                    |  |  |               |  |
|                                                  |                                                   | Caterina del Carretto           | …                   |  |  |       |  |  |                                    |  |  |               |  |
| Agnese del Carretto                              |                                                   | Caterina del Carretto           |                     |  |  |       |  |  |                                    |  |  |               |  |
|                                                  |                                                   | Raffaele Adorno, doge di Genova | Giorgio Adorno      |  |  |       |  |  |                                    |  |  |               |  |
|                                                  |                                                   | Raffaele Adorno, doge di Genova | Giorgio Adorno      |  |  |       |  |  |                                    |  |  |               |  |
|                                                  |                                                   | Raffaele Adorno, doge di Genova | Benedettina Spinola |  |  |       |  |  |                                    |  |  |               |  |
| Vannina Adorno                                   |                                                   | Raffaele Adorno, doge di Genova |                     |  |  |       |  |  |                                    |  |  |               |  |
|                                                  |                                                   | Violante Giustiniani-Longhi     | …                   |  |  |       |  |  |                                    |  |  |               |  |
|                                                  |                                                   | Violante Giustiniani-Longhi     | …                   |  |  |       |  |  |                                    |  |  |               |  |
|                                                  |                                                   | Violante Giustiniani-Longhi     | …                   |  |  |       |  |  |                                    |  |  |               |  |
|                                                  |                                                   | Violante Giustiniani-Longhi     |                     |  |  |       |  |  |                                    |  |  |               |  |